# KBS디지털미디어국
KBS디지털미디어국은 KBS의 디지털 서비스를 총괄하는 국이다. 
홈페이지 모바일 앱 등 KBS가 보유한 디지털 플랫폼을 운영하고, 여기에 필요한 콘텐츠를 수급하고 제작하는 것을 담당한다. 또한 KBS가 보유하고 있는 방대한 아카이브를 관리하고 조직 내부와 외부에 다양한 방식으로 서비스한다.

## 연혁
- 2016년 5월 KBS 조직개편으로 미래사업본부 산하에 신설, 이때의 명칭은 디지털서비스국
- 2019년 3월 조직개편, 디지털미디어국으로 개칭하여 편성본부로 이동

## 주요 서비스
- 크큭티비
- 깔깔티비
- 옛날티비
- Korean diaspora
- Again 가요톱10